# Longueville-sur-Aube
Longueville-sur-Aube ist eine französische Gemeinde mit 133 Einwohnern (Stand: 1. Januar 2022) im Département Aube in der Region Grand Est. Sie gehört zum Kanton Creney-près-Troyes und zum Arrondissement Nogent-sur-Seine. 

## Lage
Sie ist umgeben von folgenden Nachbargemeinden:
| Vouarces          | Boulages                                    | Plancy-l’Abbaye  |
| Étrelles-sur-Aube | Kompassrose, die auf Nachbargemeinden zeigt |                  |
| Saint-Oulph       | Méry-sur-Seine                              | Charny-le-Bachot |

## Bevölkerungsentwicklung
| Jahr                      | 1962 | 1968 | 1975 | 1982 | 1990 | 1999 | 2008 | 2016 |
| ------------------------- | ---- | ---- | ---- | ---- | ---- | ---- | ---- | ---- |
| Einwohner                 | 158  | 151  | 150  | 131  | 117  | 134  | 131  | 124  |
| Quelle: Cassini und INSEE |      |      |      |      |      |      |      |      |